# جينيفر روبنسون
جينيفر روبنسون (بالإنجليزية: Jennifer Robinson)‏ هي محامية أسترالية، ولدت في 1981 في City of Shoalhaven ‏ في أستراليا.